# Трудова дисципліна
Трудова дисципліна — це встановлений нормами права порядок взаємовідносин учасників трудового процесу, що визначає точне виконання ними своїх трудових функцій. На підприємствах вона відповідно до ст. 140 КЗпП забезпечується створенням необхідних організаційних та економічних умов для нормальної високопродуктивної праці, свідомим ставленням до праці, методами переконання, а також заохоченням за сумлінну працю. У трудових колективах створюється обстановка нетерпимості до порушень трудової дисципліни, суворої товариської вимогливості до працівників, які несумлінно виконують трудові обов'язки. Щодо окремих несумлінних працівників застосовуються в необхідних випадках заходи дисциплінарного і громадського впливу.